# .NET
.NET (trước đây là .NET Core) là nền tảng mã nguồn mở miễn phí trên các hệ điều hành Windows, Linux, và macOS. Đây là phiên bản đa nền tảng thừa kế từ .NET Framework. Dự án này chủ yếu được phát triển bởi các nhân viên Microsoft thuộc tổ chức .NET Foundation và được phát hành theo Giấy phép MIT.

## Lịch sử
Ngày 12 tháng 11 năm 2014, Microsoft đã công bố .NET Core, trong nỗ lực hỗ trợ đa nền tảng cho .NET trên các hệ điều hành Linux và macOS. Khởi đầu .NET Core áp dụng mô hình phát triển mã nguồn mở thông thường dưới sự quản lý của .NET Foundation, được Miguel de Icaza, nhân viên Microsoft phụ trách phát triển phần mềm của dự án, mô tả .NET Core là "phiên bản .NET được thiết kế lại dựa trên phiên bản đơn giản hóa của các thư viện lớp".
Phiên bản .NET Core 1.0 phát hành vào ngày 27 tháng 6 năm 2016, cho phép phát triển theo bộ công cụ Microsoft Visual Studio 2015 Update 3. Tiếp theo các phiên bản .NET Core 1.0.4 và .NET Core 1.1.1 được phát hành theo .NET Core Tools 1.0 và Visual Studio 2017 vào 7 tháng 3 năm 2017.
Phiên bản .NET Core 2.0 phát hành vào ngày 14 tháng 8 năm 2017, kèm với Visual Studio 2017 15.3, ASP .NET Core 2.0, và Entity Framework Core 2.0. Phiên bản .NET Core 2.1 phát hành ngày 30 tháng 5 năm 2018 với bản 2.1.30 là phiên bản Hỗ trợ dài hạn LTS. Phiên bản .NET Core 2.2 phát hành ngày 4 tháng 12 năm 2018.
Lịch sử các phiên bản và kế hoạch phát triển .NET Core:
| Phiên bản     | Ngày phát hành    | Phát hành với                   | Phiên bản cuối | Ngày cập nhật cuối cùng | Hỗ trợ đến ngày            |
| ------------- | ----------------- | ------------------------------- | -------------- | ----------------------- | -------------------------- |
| .NET Core 1.0 | 2016-06-27        | Visual Studio 2015 Update 3     | 1.0.16         | 14 tháng 5 năm 2019     | Ngày 27 tháng 6 năm 2019   |
| .NET Core 1.1 | 2016-11-16        | Visual Studio 2017 Version 15.0 | 1.1.13         | 14 tháng 5 năm 2019     | Ngày 27 tháng 6 năm 2019   |
| .NET Core 2.0 | 2017-08-14        | Visual Studio 2017 Version 15.3 | 2.0.9          | 10 tháng 7 năm 2018     | Ngày 1 tháng 10 năm 2018   |
| .NET Core 2.1 | 2018-05-30        | Visual Studio 2017 Version 15.7 | 2.1.30 (LTS)   | 19 tháng 8 năm 2021     | Ngày 21 tháng 8 năm 2021   |
| .NET Core 2.2 | 2018-12-04        | Visual Studio 2019 Version 16.0 | 2.2.8          | 19 tháng 11 năm 2019    | Ngày 23 tháng 12 năm 2019  |
| .NET Core 3.0 | 2019-09-23        | Visual Studio 2019 Version 16.3 | 3.0.3          | 18 tháng 2 năm 2020     | Ngày 3 tháng 3 năm 2020    |
| .NET Core 3.1 | 2019-12-03        | Visual Studio 2019 Version 16.4 | 3.1.22 (LTS)   | 14 tháng 12 năm 2021    | Ngày 3 tháng 12 năm 2022   |
| .NET 5        | 2020-11-10        | Visual Studio 2019 Version 16.8 | 5.0.13         | 10 tháng 5 năm 2022     | Ngày 10 tháng 5 năm 2022   |
| .NET 6        | 2021-11-08        | Visual Studio 2022 Version 17.0 | 6.0.25 (LTS)   | 14 tháng 11 năm 2023    | Ngày 12 tháng 11 năm 2024  |
| .NET 7        | 2022-11-08        | Visual Studio 2022 Version 17.4 | 7.014          | 14 tháng 11 năm 2023    | Ngày 14 tháng 5 năm 2024   |
| .NET 8        | 2023-11-14        | Visual Studio 2022 Version 17.8 | 8.0.0 (LTS)    | 14 tháng 11 năm 2023    | Ngày 10 tháng 11 năm 2026  |
| .NET 9        | 2024-11 (Dự kiến) |                                 |                |                         | Tháng 5 năm 2026 (Dự kiến) |

Các phiên bản .NET Core 2.1 về sau bao gồm cả .NET 5, hỗ trợ hệ điều hành Alpine Linux.
Phiên bản .NET 5, hỗ trợ Windows Arm64 gốc. Các phiên bản trước, các ứng dụng .NET trên ARM được biên dịch ở kiến trúc x86, điều này có nghĩa là các ứng dụng này sẽ chỉ chạy trên lớp ARM giả lập.

## Ngôn ngữ lập trình hỗ trợ
.NET hỗ trợ đầy đủ cho các ngôn ngữ C# và F# (và C++/CLI từ phiên bản 3.1; chỉ trên windows) và hỗ trợ Visual Basic .NET (từ phiên bản 15.5 trên .NET Core 5.0.100-preview.4, một số phiên bản trước của Visual Basic .NET cũng được hỗ trợ ở các bản .NET Core cũ hơn).
VB.NET biên dịch dịch và chạy .NET, nhưng từ phiên bản .NET Core 3.1, thư viện riêng Visual Basic Runtime không được triển khai nữa. Microsoft thông báo rằng .NET Core 3 sẽ bao gồm cả Visual Basic Runtime, tuy nhiên 2 năm sau tính năng này mới được cập nhật ở phiên bản .NET 5.